# Conseil de la région de Snowy Monaro
Le conseil de la région de Snowy Monaro (en anglais : Snowy Monaro Regional Council) est une zone d'administration locale située dans l'État de Nouvelle-Galles du Sud en Australie, dont le siège est Cooma.

## Géographie
Le conseil s'étend sur 15 162 km2 sur les régions des Snowy Mountains et de Monaro, dans le sud-est de la Nouvelle-Galles du Sud. Il est limitrophe du Territoire de la capitale australienne au nord et de l'État de Victoria au sud.

### Villes
- Berridale
- Bombala
- Cooma
- Jindabyne
- Nimmitabel

### Villages et autres localités
| - Adaminaby - Ando - Anembo - Anglers Reach - Arable - Avonside - Badja - Beloka - Bibbenluke - Billilingra - Binjura - Blue Cow - Bobundara - Bolaro - Braemar Bay - Bredbo - Buckenderra | - Bumbalong - Bungarby - Bunyan - Burra - Carlaminda - Chakola - Cathcart - Clear Range - Colinton - Coolringdon - Cootralantra - Corrowong - Countegany - Crackenback - Craigie - Creewah | - Dairymans Plains - Dalgety - Dangelong - Delegate - Dry Plain - East Jindabyne - Eucumbene - Frying Pan - Glen Allen - Glen Fergus - Greenlands - Grosses Plain - Guthega - Hill Top - Ingebirah - Ironmungy | - Jerangle - Jimenbuen - Jingera - Kalkite - Kiandra - Kybeyan - Lords Hill - Maffra - Merriangaah - Michelago - Middle Flat - Middlingbank - Mila - Moonbah - Murrumbucca - Myalla | - Nimmo - Numbla Vale - Numeralla - Old Adaminaby - Palarang - Paupong - Peak View - Perisher - Pine Valley - Polo Flat - Quidong - Rhine Falls - Rock Flat - Rockton - Rocky Plain - Rose Valley | - Rosemeath - Shannons Flat - Smiggin Holes - Springfield - Steeple Flat - Tantangara - The Angle - The Brothers - Thredbo - Tinderry - Tolbar - Tombong - Tuross - Wambrook - Winifred - Yaouk |

## Histoire
La zone d'administration locale est créée le 12 mai 2016 par la fusion des trois comtés de Bombala, Cooma-Monaro et de la Snowy River. Un administrateur provisoire est nommé pour gérer le conseil en attendant les premières élections.

## Démographie
| 2016   | 2021   |
| ------ | ------ |
| 20 218 | 21 666 |

## Politique et administration
Le conseil municipal comprend onze membres élus pour un mandat de quatre ans, qui à leur tour élisent le maire pour deux ans. Les dernières élections ont eu lieu le 4 décembre 2021.
| Élections | Parti travailliste | Verts | Indépendants |
| --------- | ------------------ | ----- | ------------ |
| 2017      | 0                  | 1     | 10           |
| 2021      | 2                  | 1     | 8            |

### Liste des maires
| Période           | Période           | Identité      | Étiquette    | Qualité        |
| ----------------- | ----------------- | ------------- | ------------ | -------------- |
| 12 mai 2016       | 26 septembre 2017 | Dean Lynch    |              | Administrateur |
| 26 septembre 2017 | 2 septembre 2019  | John Rooney   | Indépendant  |                |
| 2 septembre 2019  | 6 janvier 2022    | Peter Beer    | Indépendant  |                |
| 6 janvier 2022    | 21 septembre 2023 | Narelle Davis | Indépendante |                |
| 21 septembre 2023 | en fonction       | Chris Hanna   | Indépendant  |                |